# George Nolfi
George Nolfi (* 10. Juni 1968) ist ein US-amerikanischer Filmregisseur, Filmproduzent und Drehbuchautor.

## Leben
Nolfi wuchs in Boston, Chicago und Washington auf. Er studierte in Princeton und graduierte im Fach Philosophie in Oxford und im Fach Politikwissenschaften an der UCLA.

## Werk
George Nolfi tritt seit 2003 in Erscheinung und schrieb die Drehbücher für den Film Das Bourne Ultimatum zusammen mit Tony Gilroy, sowie für die Filme Timeline, Ocean’s 12 und The Sentinel – Wem kannst du trauen?. Beim Film Der Plan (2011), in dem Matt Damon und Emily Blunt die Hauptrollen übernahmen, führte er auch erstmals Regie und fungierte als Produzent.
2015 kreierte er die Fernsehserie Allegiance und führte bei fünf Folgen der ersten Staffel die Regie.

## Filmografie (Auswahl)
Regie
- 2011: Der Plan (The Adjustment Bureau)
- 2015: Allegiance (Fernsehserie, 5 Episoden)
- 2020: The Banker
- 2024: Elevation

Produzent
- 2011: Der Plan (The Adjustment Bureau)
- 2020: The Banker
- 2024: Elevation

Drehbuchautor
- 2003: Timeline
- 2004: Ocean’s 12 (Ocean’s Twelve)
- 2006: The Sentinel – Wem kannst du trauen? (The Sentinel)
- 2007: Das Bourne Ultimatum (The Bourne Ultimatum)
- 2011: Der Plan (The Adjustment Bureau)
- 2015: Allegiance (Fernsehserie, 1 Episode)
- 2016: Spectral
- 2020: The Banker